# Copa da Ásia de Futebol Feminino Sub-20
A Copa da Ásia de Futebol Feminino Sub-20 é uma competição bienal de futebol feminino de seleções para jogadoras até a idade de vinte anos e é organizada pela Confederação Asiática de Futebol (AFC). Foi realizada pela primeira vez em 2002 como Campeonato Asiático de Futebol Feminino Sub-19, para atletas de até dezenove anos. Desde a edição de 2022, o limite de idade foi aumentado para 20 anos.
É um torneio que funciona como a qualificação asiática para a Copa do Mundo de Futebol Feminino Sub-20. O Japão é a maior campeã da competição com seis títulos, a seleção também é a atual campeã.

## Formato
Nas duas primeiras edições, não foi disputado torneios de qualificação, com todos os participantes entrando diretamente na fase de grupos. Desde 2006, foi introduzido a fase de qualificação, com quatro equipes se juntando aos três primeiros da edição anterior e o país anfitrião na fase de grupos. As oito equipes foram divididas em dois grupos de quatro, com as duas primeiras se classificando para as semifinais. Em 2011 e 2013, o número total de participantes foi reduzido a seis, todas disputando em fase única partidas de todos contra todos, no formato de pontos corridos. Em 2015, o formato anterior foi retomado.

## Resultados

### Títulos por país
| Seleção         | Títulos                                 | Vices                                   | 3.º lugar                         | 4.º lugar             |
| --------------- | --------------------------------------- | --------------------------------------- | --------------------------------- | --------------------- |
| Japão           | 6 (2002, 2009, 2011, 2015, 2017 e 2019) | 2 (2007 e 2024)                         | —                                 | 2 (2006 e 2013)       |
| Coreia do Norte | 2 (2007 e 2024)                         | 6 (2006, 2011, 2013, 2015, 2017 e 2019) | 2 (2004 e 2009)                   | 1 (2002)              |
| Coreia do Sul   | 2 (2004 e 2013)                         | 1 (2009)                                | 2 (2015 e 2019)                   | 3 (2007, 2011 e 2024) |
| China           | 1 (2006)                                | 1 (2004)                                | 5 (2002, 2007, 2011, 2013 e 2017) | 2 (2009 e 2015)       |
| Taipé Chinês    | —                                       | 1 (2002)                                | —                                 | —                     |
| Austrália       | —                                       | —                                       | 2 (2006 e 2024)                   | 2 (2017 e 2019)       |
| Tailândia       | —                                       | —                                       | —                                 | 1 (2004)              |